# Kapitál (kniha)
Kapitál (německy Das Kapital) s podtitulem Kritika politické ekonomie (německy Kritik der politischen Ökonomie) je hlavní dílo německého filozofa Karla Marxe. První díl autor vydal roku 1867, další dva díly posmrtně zeditoval a vydal Marxův spolupracovník a přítel Friedrich Engels v letech 1885 a 1894. Sporný čtvrtý díl, Teorie nadhodnoty, často nepovažovaný za součást díla, poprvé publikoval Karl Kautsky v letech 1905 až 1910. Obsahem knihy je analýza a kritika kapitalistické společnosti a zejména kapitalistického způsobu výroby a distribuce statků.
Rakouský ekonom Ludwig von Mises ve svém díle Lidské jednání uvedl, že nedokončení Kapitálu nebylo způsobeno nemocí, nýbrž neschopností jeho autora vyřešit problémy svého teoretického systému.

## Struktura díla
- První díl, Výrobní proces kapitálu (Der Produktionsprozess des Kapitals), popisuje proces výroby, tvorbu nadhodnoty a vznik moderního kapitalismu.
- Druhý díl, Proces oběhu kapitálu (Der Zirkulationsprozess des Kapitals), rozebírá kapitalistické zbožní a peněžní vztahy.
- Třetí díl, Celkový proces kapitalistické výroby (Der Gesamtprozess der kapitalistischen Produktion), analyzuje tvorbu zisku a shrnuje celé dílo.

| „ | Kapitál – to nejsou obyčejné peníze, ale peníze, které nám vydělávají další peníze. | “ |